# 福岡県花卉農業協同組合
福岡県花卉農業協同組合（ふくおかけんかきのうぎょうきょうどうくみあい）は福岡県福岡市東区に本所を置く農業協同組合。花卉卸売市場を運営する専門農協である。

## 概要
花卉専門農協として、花卉の販売・流通のために福岡市および北九州市で花卉卸売市場の運営を行っている。
信用事業も行っており、統一金融機関コード「8734」を付与されている。

## 沿革
- 1931年（昭和6年） - 前身組織の福岡花卉園芸組合が発足[1]。
- 1951年（昭和26年） - 福岡花卉園芸組合を改組し、福岡県花卉園芸農業協同組合が発足[1]。
- 1983年（昭和58年） - 福岡県花卉農業協同組合に改称[1]。

## 店舗・施設
- 本所
- 福岡花市場
- 北九州花市場